# قویوجاق
 روستای قویجاق واقع در استان آذربایجان شرقی و همچنین یکی از روستا های شهرستان میانه.
قویجاق، روستایی از توابع بخش مرکزی شهرستان میانه در استان آذربایجان شرقی ایران است.
قویوجاق اسم روستایی در بخش مرکزی، دهستان قیزیل اوزن شهرستان میانه می‌باشد که مرکز دهستان قیزیل اوزن نیز می‌باشد و بصورت قویجاق به فارسی نوشته شده است.
«قویوجاق» اسمی است که از واژه‌ی «قویو» به اضافه پسوند «جاق» ساخته شده است. قویو در زبان ترکی آذربایجانی به معنی «چاه و چاله‌ای که برای نگهداری غلات درسابق در زیرزمین خشک آماده می‌کردند» می‌باشد.
جاق در زبان ترکی آذربایجانی پسوندی است که اسم آلت و اسم مکان می‌سازد مثل: سانجاق،چاپاجاق و غیره.
بنابراین قویوجاق به معنای محل دارای چاه و روستای قویوجاق به معنای آبادیی که در محل دارای چاه ایجاد شده می‌باشد.
قویولار نیز اسم روستایی در بخش مرکزی، دهستان قیزیل اوزن می‌باشد که بصورت قویلار نیز نوشته می‌شود.
«لار» در زبان ترکی آذربایجانی علامت جمع می‌باشد.
بنابراین قویولار به معنی چاه‌ها بوده و آبادی قویولار به معنای روستای چاه‌ها خواهد بود.
در حال حاضر و این روزگار-سال ۱۴۰۳- مهاجرینی که در سالیان گذشته از روستای قویجاق به شهرهای تهران،کرج و آبیک مهاجرت نموده و هم اکنون ساکن هستند؛جمعیت آنها بیش از ده هزار نفر برآورد می شود.
شهرستان کرج و مشخصا محله حصارک پایین میزبان مردمان خونگرم آن دیار بوده و مسجد موسی بن جعفر(ع)-واقع در خیابان مالک اشتر- نیز تبدیل به پایگاه مذهبی قویجاقی های ساکن شهر کرج می باشد.
از نام آوران و چهره های سرشناس روستای قویجاق می توان به مرحوم جهان پهلوان روح الله داداشی و قهرمان علی داداشی نام برد که در ایران و جهان در رشته پرورش اندام و قویترین مردان ایران و جهان بر روی سکوی قهرمانی قرار گرفته اند.
دکتر سیاوش عبادی ریاست دانشکده سما(کارآفرینی) شهر کرج نیز از اساتید به نام کشور می باشد که ریشه در این دیار عالم پرور و قهرمان پرور دارد.

## جمعیت
این روستا در دهستان قزل اوزن قرار دارد و براساس سرشماری مرکز آمار ایران در سال ۱۳۸۵، جمعیت آن ۲۴۸ نفر (۶۲خانوار) بوده‌است.